# UGC 4593
PGC 24775 = UGC 4593 ist eine Spiralgalaxie vom Hubble-Typ Sbc im Sternbild Großer Bär am Nordsternhimmel. Sie ist schätzungsweise 167 Millionen Lichtjahre von der Milchstraße entfernt. Gemeinsam mit drei anderen Galaxien bildet sie die Galaxiengruppe „LGG 163“.

## UGC 4593-Gruppe (LGG 163)
| Galaxie   | Alternativname | Entfernung/Mio. Lj |
| --------- | -------------- | ------------------ |
| PGC 24775 | UGC 4593       | 167                |
| NGC 2650  | PGC 24187      | 176                |
| UGC 4697  | PGC 25275      | 171                |
| PGC 24795 | Mrk 95         | 168                |